# بوباكاري سوماري
بوباكاري سوماري (بالفرنسية: Boubakary Soumaré)‏ (مواليد 27 فبرابر 1999) هو لاعب كرة قدم فرنسي يلعب في مركز الوسط في نادي ليستر سيتي.

## روابط خارجية
- بوباكاري سوماري على موقع الاتحاد الأوربي (الإنجليزية)
- بوباكاري سوماري على موقع رابطة كرة القدم الفرنسية للمحترفين (الإنجليزية)
- بوباكاري سوماري على موقع إي إس بي إن إف سي (الإنجليزية)
- بوباكاري سوماري على موقع قاعدة بيانات كرة القدم.إي يو (الإنجليزية)
- بوباكاري سوماري على موقع ليكيب (الفرنسية)
- بوباكاري سوماري على موقع Soccerbase.com (لاعب) (الإنجليزية)
- بوباكاري سوماري على موقع Soccerway.com (الإنجليزية)
- بوباكاري سوماري على موقع عالم كرة القدم.نت (الإنجليزية)
- بوباكاري سوماري على موقع AS.com (الإسبانية)